# Перец, Амир
Амир Перец (ивр. עמיר פרץ‎) (род. 9 марта 1952, Буджад, Марокко) — израильский государственный и политический деятель. Министр экономики Израиля с 17 мая 2020 по 13 июня 2021 года. Депутат кнессета. В прошлом — председатель партии «Авода» (2005—2007, 2019—2021), глава «Гистадрута», министр обороны (2006—2007).

## Биография
Родился в Марокко. В 1956 году его семья репатриировалась в Израиль. Во время службы в армии он был тяжело ранен в 1974 году и после демобилизации поселился в мошаве Нир Акива, создав там хозяйство с целью реабилитации после ранения. Вскоре переехал в Сдерот. В 1983 году, выдвинув свою кандидатуру по совету друзей, Перец стал первым в истории мэром этого города от партии «Авода». В 1988 году он был избран в кнессет.
В 1994 году Перец присоединился к Хаиму Рамону на выборах в «Гистадрут» (объединение израильских трудящихся), и они обошли на выборах кандидата лидера «Аводы» Ицхака Рабина. Стал заместителем Рамона, а после его отставки возглавил «Гистадрут». Как глава «Гистадрута» многократно устраивал антиправительственные забастовки с целью поднятия заработной платы и улучшения социальных условий трудящихся.
На выборах 1999 года Амир Перец выступал отдельным списком на выборах в кнессет от гистадрутовской партии социалистического толка «Ам Эхад», которая получила два мандата. По мере того, как министр финансов от правой партии «Ликуд» Биньямин Нетаньяху осуществлял демонтаж государственных программ социальной защиты, популярность Переца возрастала.

## Во главе партии «Авода»
В 2005 году партия «Ам Эхад» слилась с партией «Авода», и на внутрипартийных выборах партии 9 ноября 2005 года Перец одержал победу над Шимоном Пересом. После выборов в кнессет в 2006 году «Авода» под его руководством стала второй по величине фракцией. Занимал пост министра обороны в правительстве Ольмерта. В качестве министра обороны принимал участие во Второй ливанской войне, которую Израиль проводил против ливанской шиитской организации «Хезболла». Выводы комиссии Винограда, расследовавшей деятельность руководства во время войны, обозначили Амира Переца как одного из виновников неудач в этой операции. Впрочем, впоследствии отмечалась важная роль министра Переца как идеолога создания системы ПРО «Железный купол». После того, как 12 июня 2007 года проиграл на выборах главы партии «Авода» Эхуду Бараку, освободил ему должность министра обороны.

## Дальнейшая деятельность
В кнессете 18 созыва (2009—2012 годы) был депутатом от партии «Авода». По парламентской ситуации на июль 2010 года находился в оппозиции к лидеру партии Эхуду Бараку. Он и ещё три депутата от партии «Авода» выступали против участия партии в коалиции во главе с партией «Ликуд», что в дальнейшем привело к расколу парламентской фракции «Авода».
В ноябре 2012 года на праймериз партии «Авода» получил третье место в предвыборном списке. Однако 6 декабря 2012 года, до выборов в кнессет 19 созыва, объявил о своем выходе из партии «Авода» и присоединении к вновь образованному движению «Ха-Тнуа», возглавляемого Ципи Ливни. Место Переца в кнессете занял Йорам Марциано.
В марте 2013 года занял пост министра по охране окружающей среды Израиля. На этом посту стал известен неоднозначными решениями, такими как запрет бесплатных целлофановых пакетов в розничной продаже. 9 ноября 2014 года подал в отставку из-за неприятия бюджетных планов правительства. Избранный в кнессет по списку коалиции «Сионистский лагерь», вернулся в «Аводу» в сентябре 2015 года.
В июле 2019 года вновь избран на пост председателя партии «Авода».

## Политические взгляды
Сторонник социально-демократического пути развития общества и социально направленной политики государства. Выступает за подъём минимальной заработной платы, ограничения деятельности контор по найму, занижающих зарплату и нарушающих права работников, введение обязательной пенсии, усиление трудового законодательства в пользу работника.
В области палестино-израильского конфликта — сторонник скорейшего мирного решения и прекращения оккупации захваченных Израилем в 1967 году территорий. По его мнению, средства, которые Израиль тратит на поддержание поселений и оккупации, целесообразнее направить на улучшение положения социально слабых слоёв израильского общества. По словам Переца, оккупация — это прежде всего «безнравственный поступок,… и одна из главнейших причин увеличения насилия в израильском обществе, нравственной деградации и коррупции».